# Implanty twarzy
Implanty twarzy wykorzystywane są w chirurgii plastycznej do korygowania rysów twarzy, uwydatnienia kości policzkowych, zwiększenie podbródka, czy poprawy proporcji twarzy. Wykonywane są one ze specjalnych materiałów, kompatybilnych z ludzkimi tkankami. Zabieg z wykorzystaniem implantów twarzy wykonywany jest w przypadku asymetrii, różnego rodzaju zniekształceń powstałych wyniku urazu lub wad wrodzonych. Zaletami zabiegu jest krótki czasu trwania zabiegu, a także krótki okres rekonwalescencji po zabiegu.

## Kandydat do zabiegu
W chirurgii plastycznej wykorzystuje się implanty podbródka, implanty szczęki oraz implanty policzków. Zabieg przeprowadza się u osób, które posiadają wady wrodzone twarzy, lub są nieusatysfakcjonowane z dysproporcji policzków, brody lub szczęki z resztą częścią twarzy. Najlepiej, aby osoba decydująca się na zabieg jest osobą niepalącą, ponieważ nikotyna wpływa negatywnie na procesy gojenia się tkanek.
Zabieg plastyczny z wykorzystaniem implantów twarzy jest mało inwazyjnym zabiegiem, mimo to istnieje ryzyko wystąpienia powikłań typowych dla interwencji chirurgicznej. Są to m.in.: infekcje, zamiany czucia, uszkodzenie tkanek lub nerwów, przebarwienia, martwica tkanek lub słabo gojące się rany. Ponadto istnieje ryzyko przemieszczenia się lub uszkodzenie implantu.

## Zabieg
Zabieg przeprowadza się w warunkach ambulatoryjnych w znieczuleniu miejscowym. W przypadku zabiegu u dzieci stosuje się znieczulenie ogólne. Przebieg zabiegu uzależniony jest od zastosowanych implantów i miejsca ich wszczepienia. W większości przypadków do umieszczenia implantów wykorzystuje się nacięcia przeprowadzane wewnątrz jamy ustnej. W przypadku implantów brody, jako alternatywę rzadziej stosowaną stosuje się nacięcia pod brodą. Po umieszczeniu implantów zakładane są szwy rozpuszczalne.

## Rekonwalescencja
Po zabiegu operowane okolice zabezpieczane są przy pomocy opatrunków i bandaży, których celem jest minimalizowanie obrzęków. Po zabiegu mogą wystąpić bóle, które łagodzi się przy pomocy doustnych środków przeciwbólowych. Przez pierwsze dni po zabiegu mogą wstąpić problemy w spożywaniu posiłków, dlatego zaleca się przyjmowanie posiłków w płynie. Powrót do pracy możliwy jest zazwyczaj po tygodniu. Pełną aktywność fizyczną można podjąć, po co najmniej 4 tygodniach od zabiegu.